# Cartodere setulosus
Cartodere setulosus is een keversoort uit de familie schimmelkevers (Latridiidae). De wetenschappelijke naam van de soort werd in 1882 gepubliceerd door Marie Joseph Paul Belon.